# Pallacanestro alla XXV Universiade - Torneo maschile
Il torneo di pallacanestro della XXV Universiade si è svolto a Belgrado, Serbia, dal 1 all'11 luglio 2009. Al torneo hanno partecipato 25 squadre

## Classifica finale
| -       | Paese               | Formazione |
| ------- | ------------------- | --- |
| Oro     | Serbia              | Serbia universitariaKoprivica, Mačvan, Protić, Bjelica, Kešelj, Milošević, Aleksić, Raduljica, Simonović, Paunić, Borovnjak, Štimac, All. Aleksandar Kesar       |
| Argento | Russia              | Russia universitariaKotiševskij, Golovin, Lichodej, Šabalkin, Voronov, Gorlanov, Neljubov, Kaširov, Žukanenko, Zibirov, Šapovalov, Kolesnikov, All. Sergej Belov |
| Bronzo  | Stati Uniti         | Stati Uniti4 Battle, 5 Fisher, 6 Butler, 7 Hummel, 8 Turner, 9 Anderson, 10 Pondexter, 11 Hayward, 12 Brackins, 13 Booker, 14 Varnado, 15 Thompson, All. Bo Ryan |
| 4       | Israele             | |
| 5       | Lituania            | |
| 6       | Turchia             | |
| 7       | Bulgaria            | |
| 8       | Germania            | |
| 9       | Canada              | |
| 10      | Finlandia           | |
| 11      | Ucraina             | |
| 12      | Lettonia            | |
| 13      | Romania             | |
| 14      | Grecia              | |
| 15      | Italia              | |
| 16      | Portogallo          | |
| 17      | Australia           | |
| 18      | Brasile             | |
| 19      | Giappone            | |
| 20      | Messico             | |
| 21      | Iran                | |
| 22      | Corea del Sud       | |
| 23      | Cina                | |
| 24      | Emirati Arabi Uniti | |
| 25      | Sudafrica           | |